# Josef Jessernigg
Josef Jessernigg jun. (* 5. September 1903; † 7. August 1970) war ein Unternehmer und Metallfabrikant. Er führte nach dem Tod des Vaters und Gründers Josef Jessernig sen. 1934 die Geschäfte der seit 1890 bestehenden Metallwarenfabrik Jessernig (ursprünglich in Korneuburg, seit 1895 in Stockerau) gemeinsam mit seiner Schwester Emilie Lang.

## Ehrungen
Verleihung des Titels Kommerzialrat.
Nach Josef Jessernigg jun. ist eine Straße in Stockerau, Niederösterreich, Österreich benannt. Die Straßenbenennung wurde in der Gemeinderats-Sitzung am 9. Februar 1979 beschlossen.